# Ramal de Vila Viçosa
O Ramal de Vila Viçosa é um antigo ramal ferroviário, que ligava as localidades de Vila Viçosa e Estremoz, em Portugal; foi inaugurado em 1905, tendo os serviços de passageiros sido desactivados em 1990, e os de mercadorias, posteriormente encerrados.

## Caracterização
Com cerca de dezasseis quilómetros de extensão, este ramal atravessava os concelhos de Estremoz, Borba e Vila Viçosa.

### Traçado
Segundo o projecto de 1902, o troço entre a antiga Estação de Estremoz e Vila Viçosa apresentaria cerca de 23 Km de comprimento. A via saía da antiga estação e começaria a vencer a considerável diferença de nível entre aquele ponto e o interior de Estremoz, onde seria instalada a nova estação, junto às muralhas. Depois de sair da vila, a linha acompanharia a estrada até Vila Viçosa. Além da nova estação de Estremoz, também estavam previstas duas outras estações, servindo Borba e Vila Viçosa, e um apeadeiro entre Borba e Estremoz; a Estação de Vila Viçosa seria, desde o princípio, preparada para funcionar como terminal provisório. Quanto a obras de arte, apenas seriam necessários 28 aquedutos com vãos de 0,60 a 1,50 m, e um pontão abobadado com 3 m, e estava prevista a instalação de 38 passagens de nível.

## História

### Antecedentes
O caminho de ferro chegou a Évora em 14 de Setembro de 1863, pela Companhia dos Caminhos de Ferro do Sueste; em 21 de Abril do ano seguinte, o governo contratou esta empresa para efectuar vários projectos, incluindo uma ligação ferroviária entre Évora e a Linha do Leste, no Crato, passando por Estremoz. Este traçado foi contestado pelos militares, que acreditavam que, ao passar tão perto da fronteira, criaria problemas na defesa do país. No entanto, a companhia passou por vários problemas de ordem financeira, o que a impossibilitou de concluir as obras, pelo que o estado abriu vários concursos para acabar as linhas; como não apareceram concorrentes, o próprio estado assumiu a responsabilidade por estes projectos, tendo o troço até Estremoz sido inaugurado em 22 de Dezembro de 1873.

### Planeamento, construção e inauguração
Posteriormente, realizaram-se estudos no sentido de substituir o ponto de entroncamento na Linha do Leste, no Crato, para Chança, Ponte de Sor, ou Elvas. Uma comissão técnica de 1898 decidiram incluir no Plano da Rede a continuação da Linha de Évora até Elvas, baseada nas conclusões do Conselho Superior de Obras Públicas e do Conselho Superior de Guerra; no entanto, antes de se construir o troço além de Vila Viçosa, deveria-se melhorar as condições de defesa em Elvas. O troço entre Estremoz e Vila Viçosa seria de fácil e económica construção, e iria servir os ricos e populosos concelhos de Estremoz, Borba, Vila Viçosa e Alandroal. Apesar deste projecto poder retirar algum do tráfego à Linha do Leste, não se verificaram quaisquer objecções, uma vez que a ligação por Elvas já tinha perdido a exclusividade do tráfego internacional.
Um decreto publicado em 19 de Junho de 1902 ordenou que fossem criadas duas comissões para o planeamento e construção das linhas da Rede Complementar ao Sul do Tejo, tendo uma delas estudado, entre outros troços, a ligação entre Estremoz e Vila Viçosa.
Pelo Plano da Rede Ferroviária ao Sul do Tejo, decretado em 28 de Novembro desse ano, foi autorizada a continuação da Linha de Évora até Elvas, podendo as obras começar após o projecto ser aprovado. A autarquia de Vila Viçosa providenciou, para o projecto, 10.000$000 réis, e todas as expropriações que fossem necessárias no concelho, enquanto que a de Borba apenas tratou das expropriações; nesta data, também se esperava auxílio financeiro da parte das Câmaras de Estremoz e Alandroal, através da atribuição de subsídios. O projecto, e o correspondente orçamento, no valor de 299.000$000 réis, foram aprovados pelo estado a 29 de Novembro. Neste orçamento, incluía-se a construção das casas dos guardas, no valor de 5:831$718 réis, das 3 estações, que custariam 48:433$346 réis, e da infra-estrutura de via, no valor de 127:977$775 réis.
Em Fevereiro de 1903, esperava-se que as obras começassem brevemente, e, a 1 de Julho de 1903, foi decretado que a a construção deste troço tivesse o apoio financeiro do Fundo Especial dos Caminhos de Ferro do Estado, tendo as obras sido autorizadas por uma lei de 11 de Julho; em 10 de Setembro, o governo ordenou que as obras se iniciassem imediatamente. Em 17 de Novembro do mesmo ano e a 15 de Janeiro de 1904, tiveram lugar vários concursos para a execução de terraplanagens, e construção de obras de arte neste troço.
A 2 de Abril de 1905, o estado aprovou o projecto e o respectivo orçamento para a construção do Apeadeiro de Arcos. Nesse mês, o ramal já se encontrava construído, e, em Julho, uma comissão técnica examinou o ramal, desde a antiga estação de Estremoz em Ameixial até Vila Viçosa, tendo-o considerado em condições. A construção do ramal foi, geralmente, bastante fácil, sem quaisquer obras de arte de grandes dimensões, tendo apenas surgido algumas dificuldades no corte de uma trincheira, devido à dureza de uma pedra que a constituía; os materiais de via para o troço entre Estremoz e Vila Viçosa vieram por estrada, tendo sido utilizada uma zorra para o assentamento. Após a entrega do parecer da comissão técnica, o estado ordenou, em 29 de Julho, que o ramal fosse, provisoriamente, aberto à exploração; a abertura oficial à exploração deu-se no dia 1 de Agosto.

### Declínio e encerramento
O serviço de passageiros foi encerrado a 1 de Janeiro de 1990, tendo permanecido o tráfego de mercadorias. O Ramal foi, posteriormente, encerrado na sua totalidade.